# Qualidade de serviço (marketing)
Em marketing, a qualidade dos serviços pode ser gerenciada com base nas dimensões em que é percebida:
- Confiabilidade: capacidade de prestar o serviço prometido com confiança e exatidão;
- Responsabilidade: disposição para auxiliar os clientes e fornecer o serviço prontamente;
- Segurança: relacionada ao conhecimento e cortesia dos funcionários e sua capacidade de transmitir confiança;
- Empatia: demonstrar interesse e atenção personalizada aos clientes;
- Aspectos tangíveis: aparência das instalações físicas, equipamentos, pessoal, e materiais de comunicação .

Há algumas dificuldades para medição da capacidade em serviços e, portanto, de sua gestão:
- Absenteísmo
- Rotatividade
- Variação da produtividade

As políticas mais utilizadas para a modificação da capacidade de serviços são:
- Ajustar a capacidade do sistema à demanda;
- Absorver as variações de demanda usando estoques (reservas, filas, transferência de tarefas ao cliente).